# Nichos de mercado
Nichos de mercado são segmentos ou públicos cujas necessidades particulares são pouco exploradas ou inexistentes. É uma parcela de um mercado consumidor, em que os compradores podem claramente ser identificados por suas necessidades específicas e que geralmente é pouco ou mal explorada comercialmente. A estratégia de aproveitamento de nichos está justamente na identificação das bases de segmentação que, quando explorados, representam o diferencial ou vantagem competitiva à empresa (ou pessoa).
Ocupando pequenos Nichos de mercado, pequenas e médias empresas desenvolvem recursos para manter uma posição saudável no mercado através da contínua perseverança e dedicação em atender seus consumidores melhor que outras empresas, por buscar e compreender as necessidades do seu público.
Para desenvolver uma estratégia de nicho é preciso que haja efetiva oportunidade de mercado e de potencialidades exploratórias da empresa tanto quanto o efetivo desempenho no sentido de aproveitá-la da melhor forma possível. A existência de oportunidades de mercado decorre do ambiente de marketing, das características dos clientes, ou das ações (ou ausência) dos concorrentes.
As potencialidades necessárias da empresa requerem desde a sua capacidade de identificar as oportunidades até a disponibilidade de recursos e capacitações administrativas, tecnológicas, produtivas, mercadológicas, financeiras e outras que lhe possibilitam explorar tais oportunidades. Deste modo, a estratégia de nicho vai depender do efetivo desempenho da empresa, no sentido de se ajustar de forma adequada ao consumidor-cliente estruturado em sólidas bases no planejamento do negócio e no posicionamento mercadológico. Isso se condiz com a realidade de algumas bandas locais, que muito sucesso fazem em rádios.